# Lithocarpus cinereus
Lithocarpus cinereus là một loài thực vật có hoa trong họ Cử. Loài này được W.Y.Chun & C.C.Huang mô tả khoa học đầu tiên năm 1988.